# Klaus Haapaniemi & Co.
Klaus Haapaniemi & Co. — фінський бренд дизайнерських аксесуарів для дому із скла, порцеляни, текстилю та інших матеріалів. Заснований у 2010 році дизайнерами Клаусом Хаапаніємі та Мією Валленіус. Головний офіс розташовується у Лондоні. 
Спеціалізується на виготовленні аксесуарів, для яких характерні елементи фінського фольклору та традиційне декоративне мистецтво у сучасній інтерпретації. Виготовляє розкішні колекції, що включають друкований текстиль, подушки, пледи і килими ручної роботи, меблі, освітлювальні прилади тощо. Колекція аксесуарів включає шовкові шарфи і піжами, халати та ін.
У 2013 році у Лондоні відкрито перший флагманський магазин. 